# METENKA
METÉNKA — музичний дует. Учасники: Павло Метенька та Петро Метенька (6 квітня 2004, Калуш, Івано-Франківська область, Україна)
METÉNKA — український музичний дует, створений у лютому 2023 року братами-близнюками Петром і Павлом Метеньками.
Дует активно набирає популярності серед молоді через свою оригінальність, яка поєднує сучасний поп та авторську лірику. Крім музичної діяльності активно займаються режисурою та продюсуванням відеокліпів для відомих українських виконавців. «METENKA» було засновано наприкінці 2022 року, коли брати Петро та Павло вирішили об'єднати свої музичні та творчі ідеї в один проєкт.

## Життєпис
Петро та Павло Метеньки народилися 6 квітня 2004 року з різницею у п'ять хвилин, що з дитинства сформувало їхній тісний зв'язок як у житті, так і в творчості. Їхня взаємна підтримка та глибоке розуміння одне одного стали основою для створення успішного музичного тандему.

## Режисерська діяльність
Ще до активної музичної творчості, у 2019 році зарекомендували себе як талановиті режисери та продюсери. Вони працювали над створенням відео робіт, різним відомим та маловідомим виконавцям в тому числі працювали над створенням кліпу для Альони Альони («Не втратимо зв'язок», 6.7 млн переглядів), який отримав позитивні відгуки як від слухачів, так і від критиків. Серед інших проєктів, до яких брати долучилися, — співпраця з такими відомими артистами, як Kalush (Олег Псюк), Kalush Orchestra, Дмитро Варварук, Артем Пучек, DARIKA, SILRADA, та багатьма іншими.

## Режисерські роботи
| Рік | Назва кліпу | Режисер(и) | Перегляди |
| --- | ----------- | ---------- | --------- |
|     |             |            |           |
|     |             |            |           |
|     |             |            |           |

## Сингли
| Рік  | Назва синглу (кліпу) | Режисер(и) (студія)          |
| ---- | -------------------- | ---------------------------- |
| 2023 | Замело               | David Golubenko              |
| 2023 | ТакТи                | Mike Bushko                  |
| 2023 | Сам на сам           | Mike Bushko, David Golubenko |
| 2023 | За літом             | Mike Bushko, David Golubenko |
| 2024 | Зорями               | Ruslan Frida, Mike Bushko    |
| 2024 | Біля Вікна           | Mike Bushko                  |
| 2024 | Давай                | Artem Buschuk                |
| 2024 | Нічні Гудки          | Artem Buschuk                |
| 2024 | Повторимо            | Artem Buschuk                |

## Відеокліпи
| 2023 | Замело на YouTube      |
| 2023 | ТакТи на YouTube       |
| 2023 | Сам на сам на YouTube  |
| 2023 | За літом на YouTube    |
| 2024 | Зорями на YouTube      |
| 2024 | Біля Вікна на YouTube  |
| 2024 | Давай на YouTube       |
| 2024 | Нічні Гудки на YouTube |
| 2024 | Повторимо на YouTube   |

### METENKA на муз. платформах та в соцмережах
- Пісні METENKA на Apple Music
- Ютуб-канал музичних виконавців METENKA
- Пісні виконавців METENKA на Spotify
- Творчість METENKA в Інстаграмі
- Творчість METENKA в мережі TikTok